# Michael Niedermeier (Kunstradfahrer)
Michael Niedermeier (* 27. Dezember 1990) ist ein ehemaliger deutscher 1er-Kunstradfahrer und zweifacher Weltmeister im Einer-Zweierkunstradfahren (2014 und 2015).

## Werdegang
Seine Sportart übte er im Verein RKB Solidarität Bruckmühl e.V. aus und wurde dort von seinen Eltern trainiert.
Im Jahr 2007 wurde Michael Niedermeier Europameister der Junioren.
In der Eliteklasse war er seit 2009 Mitglied der Nationalmannschaft. Im Jahr 2013 wurde er in Basel Vize-Weltmeister.
2014 konnte er sowohl den Titel des deutschen Meisters als auch den Weltmeistertitel erringen.

Im November 2015 konnte er in Malaysia seinen WM-Titel erfolgreich verteidigen.
Bei den Hallenradsport-Weltmeisterschaften 2016 in Stuttgart wurde er Vize-Weltmeister im Einer-Zweierkunstradfahren. Im März 2017 erklärte der 26-Jährige seine aktive Zeit für beendet.

## Sportliche Erfolge
- Weltmeister 2014 und 2015
- Deutscher Meister Elite 2014
- Vize-Weltmeister 2013 und 2016
- Vize-Europameister 2008
- Junioren-Europameister 2007
- Deutscher Vize-Meister 2007
- Vize-Europameister 2006
- Deutsche Juniorenmeisterschaft: 2005/4. Platz, 2006/3. Platz
- Deutsche Schülermeisterschaft: 2002/3. Platz 2003/4. Platz, 2004/3. Platz